# ダヴィッド・アンシヨン
ダヴィッド・アンシヨン（フランス語: David Ancillon、1617年3月17日 - 1692年9月3日）は、フランス王国のユグノー牧師、作家。

## 生涯
1617年3月17日、メスで生まれた。16歳のとき、ジュネーヴで神学を学んだ。1641年にモーの牧師に任命され、1653年まで務めた。同年に故郷のメスの聖職者になり、1685年にフォンテーヌブローの勅令によりナントの勅令が廃止されるまで務めた。ナントの勅令の廃止によりアンシヨンはフランクフルト・アム・マインに向かうことを余儀なくされたが、その後はハーナウに向かい、最後はベルリンに落ち着いた。ベルリンではユグノー難民の牧師になり、1692年に同地で死去した。

## 家族
息子にシャルル・アンシヨン（1659年 - 1715年）とダヴィッド・アンシヨンがいる。

## 評価
ブリタニカ百科事典第9版は高尚な道徳を有したと評価した。